# Antek
Antek – nowela Bolesława Prusa z roku 1880. Podejmuje tematykę trudnego życia na wsi w XIX wieku, a co za tym idzie niełatwego losu dzieci. Jako główne problemy XIX-wiecznej wsi zostały ukazane zacofanie ludności, wykorzystywanie dzieci do ciężkich prac oraz brak możliwości kształcenia i rozwijania talentów przez dzieci i młodzież.

## Fabuła
Głównym bohaterem jest kilkunastoletni Antek. Razem z matką, siostrą Rozalką i bratem Wojtkiem mieszkają na wsi nad Wisłą na terenie zaboru rosyjskiego. Jego ojciec zginął w wypadku zostawiając żonę w fatalnej sytuacji finansowej. Antek już jako 5-letnie dziecko musiał pracować i pomagać matce. Początkowo był świniopasem, jednak nie umiał skupić uwagi na pilnowaniu zwierząt, które szybko weszły przez to w szkodę.
Antek najbardziej lubi wykonywać zabawki z drewna i ma do tego wielki talent, co jednak nie podoba się matce chłopca. Pierwszym jego dziełem był wystrugany z drewna wiatrak, zapewne z powodu fascynacji chłopca wiatrakiem obserwowanym przez niego po drugiej stronie rzeki. Przez stałe zajmowanie się majsterkowaniem i struganiem często nie dopełniał swoich obowiązków. Dla matki jest oczywiste, że z takiego „odmieńca” wyrośnie tylko nic nie wart darmozjad i pośmiewisko, a gdy chłopiec mawiał, że w przyszłości chciałby stawiać wiatraki, rodzina miała go za człowieka niespełna rozumu.
Z czasem w domu pojawiło się jeszcze jedno dziecko – Wojtek, a ojciec Antka zginął, pracując przy wyrębie lasu. Z kolei Rozalka ciężko zachorowała. Matka próbowała leczyć ją swoimi metodami – m.in. szturchańcami i wódką z piołunem, wezwała też znachorkę. Metody znachorki też nie pomogły, więc doszła do wniosku, że Rozalka musi się wypocić. Doradziła jej matce, by umieścić dziewczynkę w rozpalonym piecu. 
Po wyjęciu dziecko było martwe. Zmarło w wyniku poparzeń.
Antek został posłany do szkoły. W szkole jednak Antek niewiele mógł się nauczyć. Najczęściej bowiem dzieci były odsyłane do gospodyni profesorowej, aby pomóc jej w prowadzeniu gospodarstwa domowego. W końcu z braku funduszy na dalszą edukację w szkole Antek uczy się zawodu u kowala w sąsiedniej wsi. Zdolny chłopiec w lot uczy się wszystkiego na tej praktyce, po półtora roku potrafi już samodzielnie podkuć konia. To jednak nie podoba się właścicielowi kuźni: Antek miał się uczyć zawodu przez 6 lat, a dopiero potem miałby możliwość odejścia. Od tej pory chłopak pomaga w gospodarstwie kowala, nie mając prawa wejścia do kuźni. Antek postanawia więc zrezygnować z tej pracy, to samo może przecież robić w rodzinnym gospodarstwie.
Znowu ma czas, by strugać z drewna, ma też nowe narzędzia. Jego wyroby kupuje nawet szynkarz, a potem sprzedaje je po dużo wyższej cenie. Już jako młody, przystojny mężczyzna Antek zwraca uwagę młodej i urodziwej wójtowej. Również ona podoba się chłopakowi. Młodzieniec postanawia wyrzeźbić dla niej piękny krzyż.
Przyjaciel domu stara się go nakłonić, żeby poszedł sobie w świat, wtedy lżej by się żyło matce chłopca. Antek postanawia podarować gotowy już krzyż wójtowej, lecz ostatecznie nie ma na to odwagi. W końcu zostawia krzyż w kościele, ofiarując go Bogu, i rusza w świat.

## Wymowa utworu
Bolesław Prus zwrócił w noweli tej uwagę na istotny pod koniec XIX wieku problem zacofania ludzi na wsi oraz na potrzebę niesienia jej oświaty, praktycznej mądrości i rozsądku. Przez głupotę i zacofanie zginęło dziecko. Uczniowie szkolni byli źle traktowani i wykorzystywani. A główny bohater, Antek, nie mógł rozwijać swojego talentu. Na zapadłej, zaściankowej wsi nie miał szans na zrealizowanie swoich marzeń, nie było nikogo, kto mądrze doradziłby mu w wyborze zawodu, kto umiałby pokierować życiem chłopca.
Obrazują to końcowe słowa utworu:

Może spotkacie kiedy wiejskiego chłopca, który szuka zarobku i takiej nauki, jakiej między swoimi nie mógł znaleźć. W jego oczach zobaczycie jakby odblask nieba, które przegląda się w powierzchni spokojnych wód; w jego myślach poznacie naiwną prostotę, a w sercu tajemną i prawie bezświadomą miłość.

Wówczas podajcie rękę pomocy temu dziecku. Będzie to nasz mały brat, Antek, któremu w rodzinnej wsi stało się już za ciasno, więc wyszedł w świat oddając się w opiekę Bogu i dobrym ludziom.

## Informacje dodatkowe
- Na podstawie noweli Bolesława Prusa zrealizowano w 1971 roku film pod tym samym tytułem (reż. Wojciech Fiwek)
- Rodzinna wieś Antka to Bochotnica.